# Меркурій (міфологія)

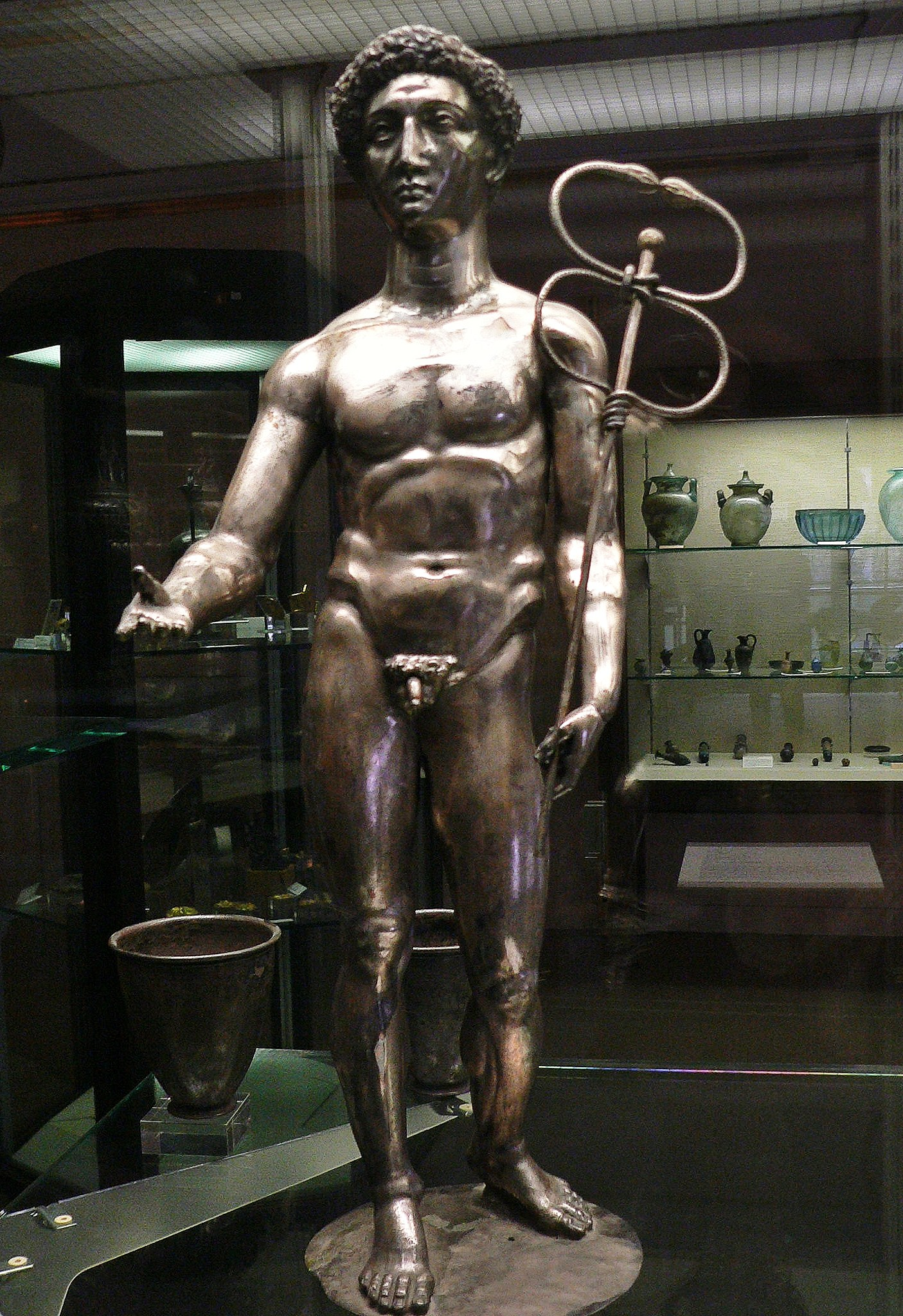
Срібна статуя Меркурія

Мерку́рій (лат. Mercurius) — римський бог торгівлі, пізніше ототожнений з грецьким богом Гермесом.
Зображається з крильцями на взутті та капелюсі. Упродовж віків його рухлива постать уособлювала підприємницьку відвагу, ділову спритність, успішну комунікацію.

## Культ Меркурія
Бог Меркурій шанувався римлянами як покровитель ремесел і торгівлі. Йому також приписувалося винайдення чесних змагань замість жорстоких бійок. Культ цього бога поширився з налагодженням торгівлі з сусідніми народами за правління роду Тарквініїв. Офіційно поклоніння Меркурію було введене в 495 році до н. е., після трирічного голоду. Тоді було сформовано стан купців і почато шанування трійці Сатурна, Церери й Меркурія як тих богів, що дають хліб. Згодом Меркурій став богом не лише торгівлі хлібом, а й торгівлі взагалі. В міру розростання торгових відносин поширювалося і шанування Меркурію, що досягало Галлії. Поряд з ним існував культ його дітей ларів — покровителів будинків, перехресть і міст.
Позаяк торгівля тісно сусідувала з шахрайством і хитрощами, їх покровителем Меркурій вважався також. Цьому богу приносилися жертви в травневі іди.